# Mureșenii de Câmpie
Mureșenii de Câmpie – wieś w Rumunii, w okręgu Kluż, w gminie Pălatca. W 2011 roku liczyła 106 mieszkańców.